# Кладје при Крмељу
Кладје при Крмељу (словен. Kladje pri Krmelju) је насељено место у општини Севница, Посавска регија, Словенија.

## Историја
До територијалне реорганизације у Словенији било је у саставу старе општине Севница.

## Становништво
У попису становништва из 2011. године, Кладје при Крмељу је имало 61 становника.
| Број становника према пописима | Број становника према пописима | Број становника према пописима |
| ------------------------------ | ------------------------------ | ------------------------------ |
| 1991                           | 2002                           | 2011                           |
| 63                             | 51                             | 61                             |

Напомена: До 1953. исказивано под именом Кладје.